# Спафарьев, Леонтий Васильевич
Леонтий Васильевич Спафарьев (1766—1847) — генерал-лейтенант по адмиралтейству, главный командир Ревельского порта, морской писатель.
Родился 19 мая 1766 года в деревне Дарьино Медынского уезда, в семье отставного морского офицера. Воспитывался с 1777 г. в Морском кадетском корпусе.
Произведённый в 1779 г. в гардемарины, он в следующие два года, на кораблях «Св. Александр Невский» и «Три Святителя», плавал в Балтийском, Немецком и Белом морях. Затем на корабле «Георгий Победоносец» он плавал на Средиземном море, причём 1 мая 1783 г. был произведён в мичманы; 1 января 1792 года произведён в лейтенанты.
В 1790 г., плавая на корабле «Саратов», Спафарьев участвовал в Ревельском и Выборгском сражениях со шведами, а затем в течение шести лет плавал в Финском заливе.
Назначенный в 1796 г., командиром транспортного судна «Маргарита», Спафарьев в том же году, 10 декабря, был произведён в капитан-лейтенанты и затем последовательно командовал следующими судами: катером «Диспач», фрегатом «Нарва», брантвахтенными фрегатами «Воин» и «Ревель» и фрегатом «Тихвинская Богородица», причём 26 ноября 1802 г. был награждён орденом св. Георгия 4-й степени (№ 1433 по кавалерскому списку Григоровича — Степанова).
Выйдя в начале 1803 г. в отставку, Спафарьев 10 ноября того же года снова поступил на службу и был назначен в Ревель смотрителем балтийских маяков. Прослужив здесь четыре года, Спафарьев был назначен директором маяков Финского залива. В этой должности он прослужил почти двадцать лет, и ему пришлось много поработать над устройством маяков и особенно телеграфов, причём в 1810 г. он был произведён в капитаны 1-го ранга, 31 мая 1817 года — в генерал-майоры, а в 1824 году он получил орден св. Анны 1-й степени.
Состоя директором маяков Финского залива, Спафарьев в 1820 г. напечатал свое сочинение «Описание маяков Финского и Рижского заливов» — труд, высоко ценимый гидрографами.
Назначенный в 1825 г. командиром Ревельского порта, он был произведён 6 декабря 1829 г. в генерал-лейтенанты, а в 1830 г. был переведён в корпус флотских штурманов.
Оставив 9 марта 1838 г. совсем военно-морскую службу, Спафарьев был зачислен по морскому министерству и поселился в Санкт-Петербурге, где и жил до самой своей смерти, последовавшей 25 января 1847 г.; похоронен на Волковом православном кладбище.
В его честь назван остров в Охотском море (Тауйская губа, остров открыт участниками 2-й Камчатской экспедиции в 1740 г., название присвоено в 1912 году) и бухта на Аляске (66° с.ш., 161°45' з.д.).

## Семья
Леонтий Васильевич был женат на дочери статского советника Анне Васильевне фон Розенберг (р. 25 июня 1774), племяннице генерала от инфантерии А. Г. Розенберга. В браке родились сын Апполинарий и дочери: Александра (1801—1837), в замужестве маркиза де Траверсе, Вера, в замужестве Иванова, и Екатерина.